# Jules Carpentier
Jules Carpentier va ser un enginyer i inventor francès. Al 1871 va ingressar a l'escola politècnica de París, i quan va graduar-se, va comprar el taller de Ruhmkorff, físic que va ser conegut per inventar la bombeta d'inducció, on es va dedicar a la investigació i fabricació d'instruments de precisió i màquines elèctriques i òptiques. L'any 1891 va fer la seva primera invenció de rellevància, el periscopi, juntament amb Jean Rey, amb l'objectiu de que els tripulants dels submarins poguessin observar la superfície sense ser vistos. Carpentier va estar present en la manifestació cinematogràfica de Louis Lumière, en la Societé d'Encouragement, el 22 de març de 1895. Allà es va assentar el contacte entre tots dos científics, els quals treballarien en diversos projectes conjunts al llarg de les seves vides. El 30 de març d'aquest mateix any, Carpentier va presentar la càmera Cynégraphe, que utilitzava pel·lícula perforada i un sistema de rampa que produïa un moviment intermitent. Tal com va fer Max Skladanowsky a Alemanya, va utilitzar dos projectors vinculats i simultanis que projectaven marcs alterns, tot i que aquest sistema aviat va ser abandonat per ser poc pràctic. Carpentier va col·laborar amb Lumière en la invenció i fabricació del cinematògraf, i es considera que van ser realitzades almenys 700 cinematografies, per a pel·lícules de 400 metres de llarg, per a l'ús de càmeres i projectors de 75mm. Va ser a més el primer en presentar una patent del Maltese cross projector, mecanisme que també va ser utilitzat per Victor Continsouza, i posteriorment va ser molt emprat en gairebé totes les projeccions cinematogràfiques. Finalment va morir al 1921, a causa d'un accident de tràfic.

## Mesures elèctriques

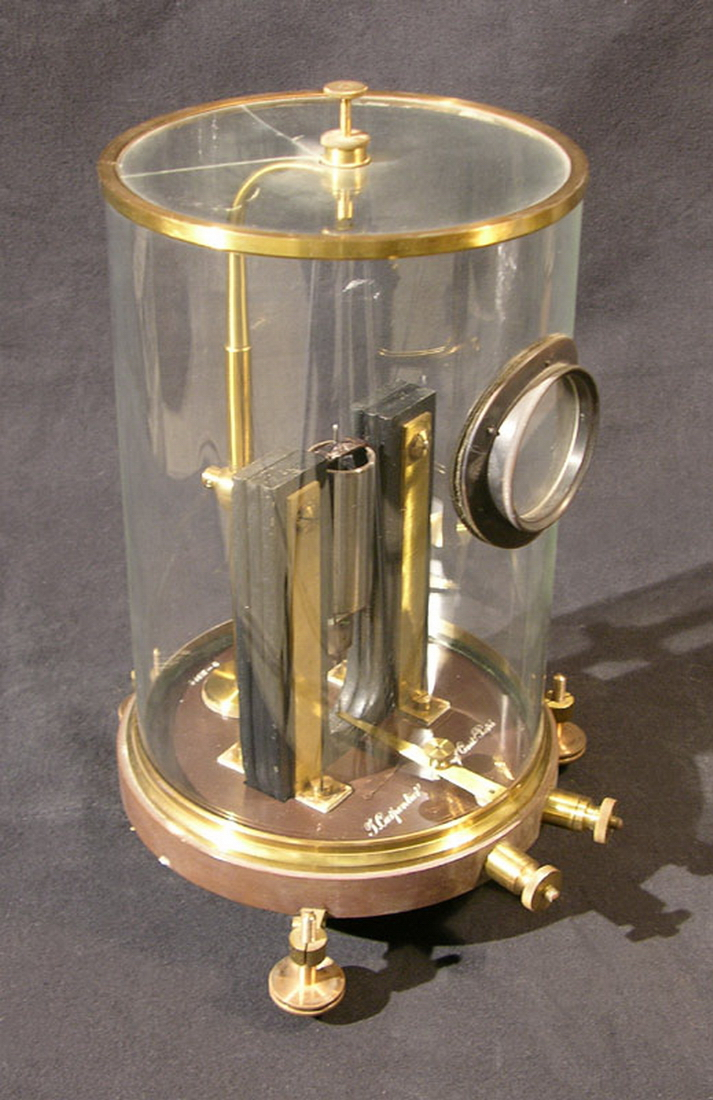
Galvanòmetre a bobina mòbil fabricat per Jules Carpentier.

Jules Carpentier va ser un dels primers fabricants de diversos models de Galvanòmetre que havien estat dissenyats per Marcel Deprez i Arsène d'Arsonval. A més, Carpentier va desenvolupar amb altres estudiosos com Eleuthère Mascart, Pellat, Broca, André Blondel, Abraham, Louis Le Chatelier i Callender, una sèrie d'instruments derivats del Galvanòmetre per al mesurament i registre d'intensitats, potencials i tensions, i altres quantitats derivades de les mateixes. Reprenent en 1881 el principi de la brúixola de Maxwell, Jules Carpentier també ho aplicà al mesurament de la resistència. L'enginyer i inventor francès també ha contribuït a diverses mesures elèctriques i a l'establiment de les normes necessàries. I és que, durant gairebé mig segle, molts instruments de mesura elèctrics van portar la marca Carpentier.

## Telegrafia
Jules Carpentier es va ocupar de la posada a punt definitiva del sistema de telegrafia de l'enginyer de Correus i Telecomunicacions francès Emile Baudot. Diferents dispositius reguladors, traductors i impressores van completar el sistema gràcies al seu treball i al dels seus principals col·laboradors. Milers d'instal·lacions Baudot van ser sortides dels tallers de Jules Carpentier per equipar les xarxes telegràfiques de França i nombrosos països estrangers.
Després de la invenció del telègraf i els primers assaigs de Marconi, Gustave Ferrie, el capità d'Enginyeria al servei del telègraf militar, encarregat pel Ministre de la Guerra, Freycinet, va seguir amb més experimentis i va fer més estudis per a la realització a França d'un material que havia de prendre una importància militar de primer ordre. Per assolir aquests èxits, Gustave Ferrie va buscar la col·laboració de Carpentier com a fabricant. Van estudiar sobre noves bases de construcció de bobines d'inducció i d'interruptors de mercuri especialment concebuts per a la TSF. Aviat es va establir un complet equip elèctric de producció d'ones de ràdio per a descàrregues de condensadors molt potents per l'època.
Jules Carpentier, sempre en col·laboració amb Gustave Ferrie , també va crear els mesuradors d'ona, mesuradors de freqüència, ohmímetres i amperímetre tèrmic especial per a la introducció del mesurament i el càlcul dels diferents òrgans de la TSF. Al 1921, l'aparició del llum amb tres elèctrodes de la DeForest nord-americana venia de revolucionar la tècnica de la TSF i Carpentier s'estava encarregant d'introduir-ne els resultats als instruments de mesura elèctrica i la ràdio quan la seva mort sobtada va aturar el curs del seu treball.

## Fotografia
Jules Carpentier treballà en estreta col·laboració amb Charles Cros en un procés que ell havia inventat l'any 1869 per la fotografia en color. Al 1885, s'informà a l'Acadèmia de les Ciències d'un projecte de definició, de classificació i de notació dels colors.
Carpentier abordà la construcció d'un aparell fotogràfic l'any 1890, creant una cambra fotogràfica a mà, la foto-bessona a repetició a 12 plaques retràctils. Aquest instrument permetia la presa de vista a altura de l'ull apuntant per un objectiu disposat al costat del que gravava les imatges. Com es tractava d'un aparell portàtil de petit format, Jules Carpentier va crear nous models d'amplificadors d'enfocament automàtic per a la seva ampliació. Insatisfet amb els objectius corrents, va inventar dos aparells que permetessin mesurar les seves principals característiques: el Focograde i el Focòmetre. A continuació, va passar de l'estudi analític dels objectius a la seva fabricació, fins i tot en el tractament de la conformació de les superfícies esfèriques de vidre i la balança de lents en les seves muntures. La foto-bessona va ser un gran èxit comercial i es van fabricar diversos models.

## Cinematografia
Entre finals de 1894 i principis de 1895 Louis Lumière dissenyà el Cinematògraf i Jules Carpentier se'n va encarregar de la seva construcció. Es tractava d'una enginyosa i lleugera combinació de càmera, projector i "truca". Per aconseguir l'avanç intermitent, emprava un mecanisme de ganxo que permetia que la pel·lícula s'aturés perfectament. El temps que estava immòbil era dos terços del total entre un fotograma i el següent mentre que l'obturador, un sector circular d'un disc giratori, deixava passar la llum durant 1/25 de segon. Després de la projecció pública d'estrena realitzada al Salon Indien del Grand Cafè el 28 de desembre de 1895, es va dur a terme immediatament la fabricació dels primers 200 cinematògrafs exigits pels germans Lumière. Per realitzar aquest aparell, Carpentier va dipositar el març del 1896 la patent d'un "mecanisme amb creu de Malta a cinc branques" i, a finals del mateix mes de març, també en va presentar una per a un "aparell per fotografiar escenes animades" amb bandes pel·liculars anomenat phototrope.
L'any 1897, Jules Carpentier va fabricar un Cinematògraf especial per a la projecció que estava construït en dos models: el Model A, per moure les pel·lícules a perforacions Lumière (urpes rodones), i el Model B, per les pel·lícules a perforacions Edison (urpes planes). En total, de 700 a 800 cinematògrafs Lumière van ser construïts pels tallers Carpentier. Al 1909, els Tallers Jules Carpentier, amb la col·laboració dels germans Lumiére, també van llançar al mercat una càmera de 35mm anomenada "Cinématolabe", però va assolir molt poc èxit en un mercat que ja estava dominat per les fabricacions de Pathé i Gaumont .

## Òptica
En el transcurs de l'any 1900, el Departament de Construcció Naval va demanar l'ajuda de Jules Carpentier per fer periscopis per a submarins. Això consistia en proporcionar un "tub de visió" sota l'aigua, "La morsa", en els projectes d'enginyeria marítima a Cherbourg. L'any 1906, el nombre de periscopis fabricats per ell en servei sobrepassava els 80. A més, també va idear periscopis de rases que van ser molt utilitzats durant la Primera Guerra Mundial.